# Komi Koutché
Komi Koutché, Banté (Benín), 4 de septiembre de 1976, es un político y economista beninés. Fue ministro de Comunicación y más tarde de Finanzas en Benín entre el año 2014 y 2016, durante el mandato del presidente Yayi Boni, junto al que colaboró en la alianza política Fuerzas Cauris para un Benín Emergente (FCBE).

## Carrera profesional
Komi Koutché es Licenciado en Economía en la antigua Universidad Nacional de Benín y Diplomado en Estudios Superiores Especializados en Finanzas y Control de Gestión (BAC + 5) por la Universidad de Abomey-Calavi.
En 2006 obtuvo el título de Máster en Microfinanzas (BAC + 5) en el Instituto Superior Panafricano de Economía Cooperativa (ISPEC).
Antes de ingresar en política, Komi Koutché trabajó como experto en microfinanzas en el programa de gestión de líneas de crédito del Banco Africano de Desarrollo (BAFD). En 2008 comenzó a trabajar en el Fondo Nacional de Microfinanzas (FNM) de Benín donde más tarde le nombrarán Director Ejecutivo.
También ha colaborado con el Banco de Desarrollo de África Occidental (BOAD) y ha ejercido como docente en universidades de Benín,Burkina Faso, Costa de Marfil y Burundi.

## Carrera política
En 2002 ingresó en el Ministerio de Economía y Finanzas de Benín como responsable del sector privado compaginando su carrera política con el cargo de director general del Fondo Nacional de Microfinanzas de Benín (FNM).
El 11 de agosto de 2013 es nombrado Ministro de Comunicación y Tecnologías de la Información. Ocupará este cargo hasta el 22 de agosto de 2014, fecha en la que obtiene el puesto de Ministro de Estado de Economía, Finanzas y Programas de Desnacionalización. Permaneció en este cargo durante 19 meses, hasta las elecciones presidenciales de Benín de 2016, en las que el presidente Yayi Boni fue derrotado por el candidato de la oposición Patrice Talon.

## Persecución y arresto
Tras la llegada al poder del presidente Patrice Talón la oposición sufrió enérgicas medidas represoras. En febrero de 2018, el gobierno de Benín inició una persecución judicial contra el exministro Koutché por malversación y blanqueo de capitales durante su cargo como director general en el FNM. Los hechos que impulsaron el procedimiento legal se basaron en una auditoría en la que se le acusó de irregularidades de más de 60.000 millones de francos (FCA).
La Interpol emitió una orden de arresto el 4 de abril de 2018.
El 14 de diciembre de ese mismo año es arrestado en Madrid cuando viajaba a París procedente de Dakar y puesto en libertad provisional el 17 de enero de 2019. Tras su liberación permaneció en Madrid a la espera de juicio en el Tribunal de la Audiencia Nacional para decidir su extradición a Benín.

## Proceso judicial
El 23 de abril de 2019 la Audiencia Nacional española denegó la extradición a Benín de Komi Koutché con libertad permanente y no provisional.
Los abogados de Koutché defendieron que los hechos por los que el Estado de Benín le reclamaba no constituían delito en España y que existía una falta de pruebas que fundamentasen el delito.
Otro hecho fundamental para la decisión judicial fueron las irregularidades en la orden de detención emitida en abril de 2018: no existía mandato de entrada en prisión válido en el momento de la solicitud y sin esa orden de prisión válida no se puede acceder a la extradición.
Además, existían sospechas de que el tribunal que lo reclamaba no cumplía con la obligatoria separación de poderes y de que detrás de la demanda de extradición existían motivos políticos.